# Finish
Finish è un cortometraggio muto del 1914. Del film, che aveva come interprete Tom Mix e che fu prodotto dalla Selig, non si hanno altri dati certi.

## Produzione
Il film fu prodotto dalla Selig Polyscope Company.

## Distribuzione
Distribuito dalla General Film Company.